# 16粒の角砂糖
「16粒の角砂糖」（じゅうろくつぶのかくざとう）は、西村知美の5枚目のシングル。1986年12月17日発売（規格品番EP: WTP-17915）。

## 解説
ピカソの辻畑鉄也による作曲。
東芝ラジカセ「シュガー」CMソングに使用された。
オリコンチャート3位を獲得した。
西村の16歳の誕生日に発売された楽曲。
表題曲のタイトルは年齢にちなんでいる。

## 収録曲
全曲　作詞：松本隆／作曲：辻畑鉄也／編曲：萩田光雄
1. 16粒の角砂糖
2. 想い出スケッチ